# 法蘭克尼亞雷扎特河
49°11′17″N 11°1′19″E / 49.18806°N 11.02194°E

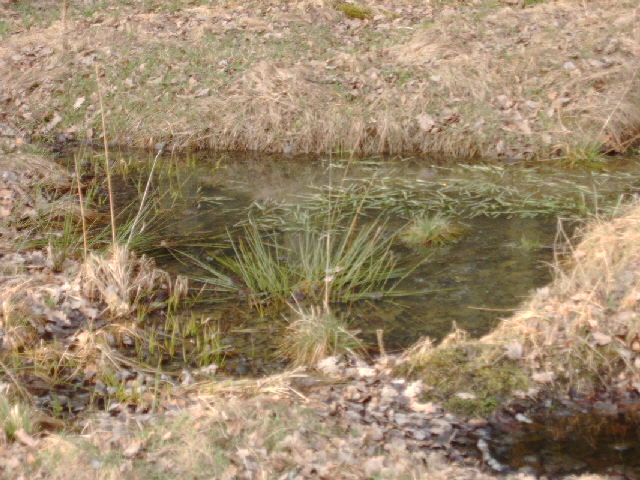

法蘭克尼亞雷扎特河是德國的河流，位於該國南部，屬於雷德尼茨河的左支流，河道全長64公里，發源自上達斯特滕，流經萊爾貝格、安斯巴赫市、溫茨巴赫和施帕爾特，最終注入格奧爾根斯格明德。